# Сельское поселение «Посёлок Мирный»
Сельское поселение «Посёлок Мирный» — упразднённое в 2013 году муниципальное образование в составе Барятинского района Калужской области России.
Центр — посёлок Мирный.
В 2004 году статус «посёлок» населённого пункта Мирный изменён на статус «село».
В 2008 году статус «село» населённого пункта Мирный изменён на статус «посёлок».
В 2013 году сельские поселения «Деревня Асмолово», «Село Милотичи» и «Посёлок Мирный» — объединены в сельское поселение «Деревня Асмолово»

## Население
| 2010 | 2012 | 2013 |
| ---- | ---- | ---- |
| 339  | ↘328 | ↘306 |

## Состав
В поселение входят 13 населённых мест:
- поселок Мирный
- деревня Горелое
- деревня Гостижье
- деревня Жданово
- деревня Камкино
- село Конецполье
- деревня Мамоново
- деревня Одринка
- деревня Плота
- хутор Софиевский
- деревня Спасское
- деревня Устка
- деревня Филино